# Бен Олсен
Бенджамін Роберт «Бен» Олсен (англ. Benjamin Robert "Ben" Olsen; нар. 5 травня 1977, Гаррісбург, Пенсільванія, США) — американський футболіст, по завершенні ігрової кар'єри — головний тренер футбольного клубу. З 2010 року очолює «Ді Сі Юнайтед».
Більшу частину професійної кар'єри провів граючи за Ді Сі Юнайтед в MLS, за який почав виступати під час навчання в коледжі. За 12 сезонів у клубі він виграв два кубка MLS і ряд інших кубків.

### Клубна кар'єра
За програмою розвитку молодих футбольних талантів (Проект-40), 27 грудня 1997 року потрапив в «Ді Сі Юнайтед».Виступаючи на позиції правого півзахисника, Олсен став новачком року за версією MLS, забивши 4 голи і віддав 8 передач. Наступний сезон він провів ще краще. За 26 матчів він забив 5 голів і віддав 11 передач, тим самим, допоміг клубу виграти третій Кубок MLS і став MVP Кубка. Третій сезон також було розпочато вдало, але зіткнення з воротарем «Чикаго Файр» Заком Торнтоном призвело до травми щиколотки. Через це він пропустив більше половини сезону, відзначившись за рік лише одним голом і трьома передачами.
Оговтавшись від травми щиколотки, Олсен був відданий в оренду в «Ноттінгем Форест», що грав в англійському Першому дивізіоні. Він відразу ж став улюбленцем уболівальників, але заграти у Європі не зумів. Всьому виною були травми, через які йому довелося пропустити 18 місяців.
Остаточно в «Ді Сі Юнайтед» Олсен повернувся у 2003 році. За сезон він зробив 7 гольових передач і забив 5 м'ячів. Через травму щиколотки, яка позбавила його швидкості, Бену довелося стати центральним півзахисником. Але і тут він зумів себе проявити, забивши за наступні два сезони 5 м'ячів, при цьому віддавши 8 передач.
У 2007 році Олсен тимчасово виконував обов'язки капітана команди, коли Хайме Морено виступав за збірну. 10 червня Бен зробив свій перший хет-трик у кар'єрі в матчі проти «Нью-Йорк Ред Буллс», який закінчився з рахунком 4-2 на користь «Ді Сі Юнайтед». Цей сезон став найкращим в його кар'єрі. Він забив 7 м'ячів і віддав 7 гольових передач, увійшовши в XI найкращих гравців сезону за версією MLS. У 2008 році його кар'єра була під загрозою через проблеми з гомілкостопом, але футболіст зумів повернутись на поле.
Відігравши наступний сезон, 20 листопада 2009 року оголосив про свій відхід з професійного футболу.

### Національна збірна
Незабаром після того, як Олсен став найкращим молодим гравцем сезону він потрапив у національну збірну США. Однак травми завадили йому закріпитися в команді.
У 2005 році разом з командою виграв Золотий кубок КОНКАКАФ 2005.

### Тренерська кар'єра
Незабаром після завершення ігрової кар'єри, Олсен був призначений помічником головного тренера «Ді Сі Юнайтед».У серпні, після звільнення Курта Ональфо, Олсен був призначений в. о. головного тренера. 29 листопада 2010 року став головним тренером клубу і 2013 року виграв відкритий Кубок США.

## Особисте життя
Олсен одружений з Меган Шен, викладачкою середньої школи. Пара обвінчалася в Негрілі в грудні 2006 року.

## Досягнення

### Як гравець
Збірна США
- Переможець Золотого кубку КОНКАКАФ (1): 2005

Ді Сі Юнайтед
- Переможець Кубка MLS (2): 1999, 2004
- Переможець MLS Supporters' Shield (3): 1999, 2006, 2007
- Переможець Чемпіонату Східної конференції MLS (3): 1998, 1999, 2004
- Переможець відкритого Кубка США (1): 2008
- Переможець Ліги чемпіонів КОНКАКАФ (1): 1998
- Переможець Міжамериканського кубка (1): 1998

### Як тренер
«Ді Сі Юнайтед»
- Переможець відкритого Кубка США (1): 2013

### Індивідуальні призи
- Новачок року MLS (1): 1998
- MVP Кубка MLS (1): 1999